# Moe Letter Blues
«Moe Letter Blues» (рус. Мо пишет блюз) — двадцать первый эпизод двадцать первого сезона мультсериала «Симпсоны».

## Сюжет
Мо пишет разоблачающее письмо трем Спрингфилдским мужьям с проблемами в семье: Гомеру, Апу и Преподобному Лавджою. В письме сказано, что он уехал из города с одной из их жен. Они вместе пытаются понять, с кем уехал Мо. В конце Отто подвозит их домой и выясняется, что Мо ни с кем не уехал, а наоборот, примирил мужей и жён.

## Интересные факты
- В конце серии показывают фотографии героев сериала с их матерями. На последней фотографии Гомер сидит на коленях у своей матери Моны, умершей в 19 сезоне.
- До сцены воспоминаний Гомера, Апу и Лавджоя, на последнем была надета чёрная рубашка с колораткой, а сразу после — розовая рубашка с галстуком.

## Культурные ссылки
- Эпизод является пародией на фильм Письмо трём жёнам.
- Когда Манджула приходит к Мо, то он предлагает станцевать на игровом автомате Wintendo Zii (Dance Dance Evolution), в котором играет песня Леди Гаги «Just Dance».
- Когда Отто развозит Гомера, Апу, Тима и их детей по домам, то он видит персонажей из мультфильма «Тачки», а именно: Молнию МакКуина, Метра, и Филмора, (а также другие автомобили), но только видоизменённые.